# الفساد في كندا

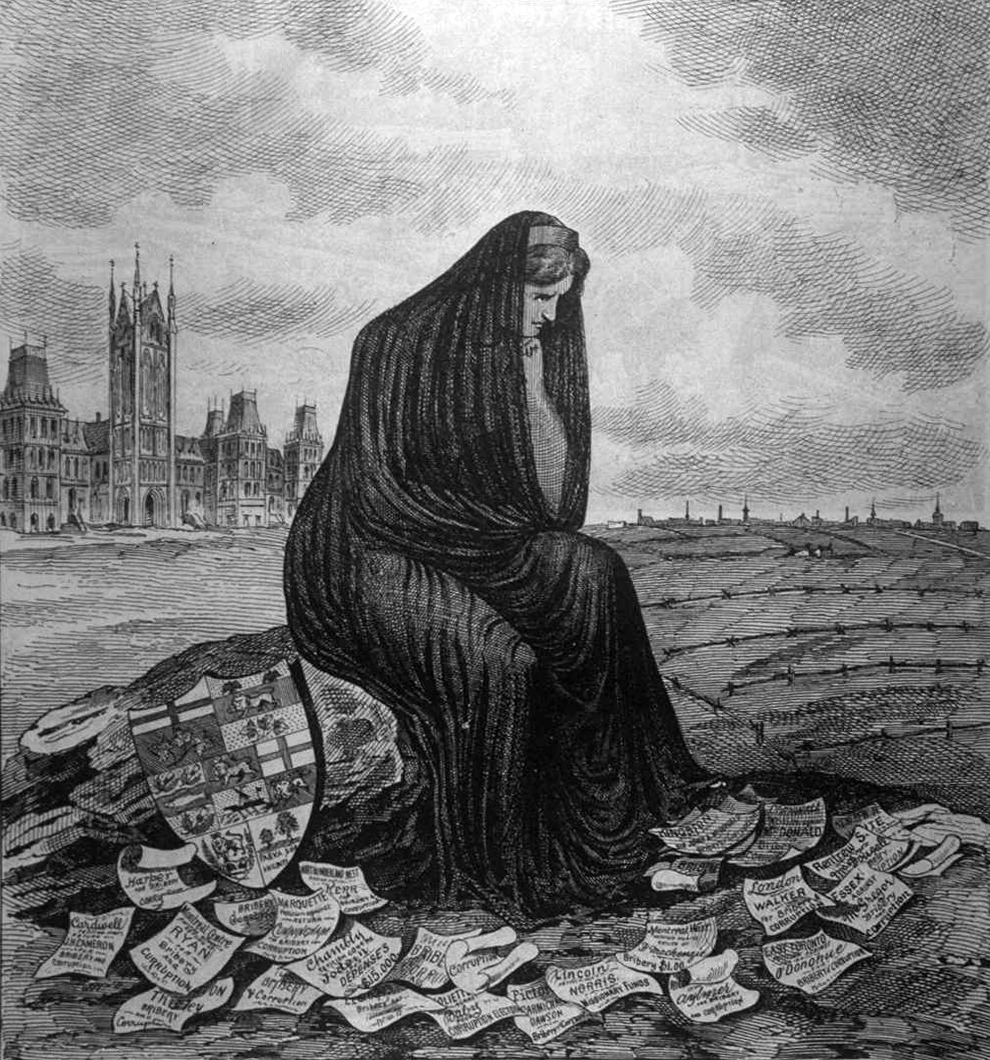
"ندم بلد" ، رسم كاريكاتوري افتتاحي ظهر في L'opinion publique عام 1874. النص المصاحب يقول: "كندا تحزن على خطاياها ؛ إنها محقة ، الندم صحي ؛ كل هذه الطعون أمام المحكمة الانتخابية كشفت عن سلسلة من الحقائق التي ، في نظر الأجنبي ، يحط من قدر كندا ويذلها. الأمل في مستقبل أفضل ".

وضع مؤشر مدركات الفساد التابع لمنظمة الشفافية الدولية عام 2016 كندا في المرتبة التاسعة لأقل الدول فسادًا من أصل 176 دولة. والدولة الأقل فسادًا في الأمريكتين. إلا أنه في السنوات الأخيرة، أصبح الفساد مشكلة متزايدة في الاتساع ضمن الحكومة والصناعة والمنظمات غير الحكومية. على سبيل المثال، في عام 2013، وضع البنك الدولي شركة إس إن سي لافالين والشركات التابعة لها على اللائحة السوداء نتيجة المزايدة على مشاريعها العالمية تحت سياسة الاحتيال والفساد بعد فضيحة جسر بامدا. تتوضع كندا أسفل قائمة الدول المكافحة للرشوة أيضًا، «مع عدم تطبيقها لأي إجراءات تهدف لمكافحة الرشوة». في مسح أجرته شركة إرنست ويونغ عام 2014 حول الاحتيال العالمي، وجد أن المديرين الكنديين يعتقدون بأن الفساد والرشوة منتشران في البلاد. بحسب دراسة أجرتها كلية الدراسات العليا في السياسة العامة التابعة لجامعة ساسكاتشوان فإن «نسبة كبيرة من الكنديين ينظرون إلى سياسييهم على أنهم فاسدون في الأساس».

## الفساد حسب المنطقة

### أونتاريو
يعتبر الفساد في أونتاريو مشكلة متفاقمة ضمن الحكومة والخدمة المدنية وفي مجال الأعمال والقطاعات غير الربحية. خلال العقد الأخير، واجهت حكومة أونتاريو الليبرالية قضايا رفيعة المستوى تخص ملفات الفساد بما فيها وكالة «إي هيلث أونتاريو» وفضيحة محطة أونتاريو لتوليد الطاقة، وشركة أورنج (شركة أونتاريو للإسعاف الجوي). وضعت هذه القضايا قادة الحزب الليبرالي في أونتاريو ضمن ورطة، بما فيهم رئيس الوزراء السابق لثلاث دورات دالتون ماكجيني. تواجه حكومة كاثلين وين الليبرالية -التي ساعدته على الفوز- عددًا من قضايا الفساد بما فيها الرشوة خلال فترة الانتخابات. واجه راعي تبرعات الحزب الليبرالي جيري لوغيد الابن تُهمًا جنائية من قبل شرطة مقاطعة أونتاريو. وقفت وين إلى صف لوغيد حتى بعد توجيه الشرطة التهم له، حصل لوغيد على براءته فيما بعد.
زعمت شرطة الخيالة الكندية الملكية بأن كل من اتحاد شرطة مقاطعة أونتاريو بمن فيهم الرئيس جيمس كريستي ونائب الرئيس مارتن بين والرئيس الإداري الأعلى كارل والش محتالون ومذنبون بتهمة غسيل الأموال والفساد. تتضمن التُّهم «استثمارًا غير عادي لأموال الاتحاد في غرف فنادق في البهامس» و«تشكيل شركة لتقديم خدمات سفر حصرية لكل من رجال الأعمال ضمن الاتحاد والسفر الشخصي لأعضائه» و«تشكيل لجنة استشارية» كلفت الاتحاد مبلغ 5000 دولار في الشهر، إضافة إلى «عُطل مشكوك بأمرها وفواتير سفر تكلف بها الاتحاد».

### كيبك
كشفت لجنة شاربونو -التي تأسست عام 2001 بهدف التحقيق حول ملفات الفساد في كيبك- عن فساد واسع النطاق منتشر على مدىً طويل تضمن «تلاعبًا بالأسعار بين شركات البناء المزايدة على الحكومات البلدية» و«تبرعات غير قانونية لأحزاب سياسية كبرى في المقاطعة من بعض من أكبر شركاتها الهندسية» وروابط بين اتحاد عمال كيبك واتحاد كيبك للعمل، وأكبر اتحاد للنقابات في المقاطعة والجريمة المنظمة.
في 26 يناير من عام 2017، أدين مايكل أبلباوم على خلفية 8 تهم متعلقة بالفساد. أُدين أبلباوم على خلفية عمولات نقدية تتعلق بمشاريع التطوير العقاري، وعقد من البلدية لإدارة وصيانة ومركز إن دي جي الرياضي.
في عام 2015، ألقي القبض على كل من عملاء شركات إي بي آر لتكنولوجيا المعلومات وآي بي إم كندا وريفنيو كيبك بتهمة الاحتيال والتآمر وخرق الثقة المتعلقة بمعدات الحاسوب وعقود الخدمات المقدمة للحكومة البلدية. «هناك مخالفات مالية وإدارية كبيرة فيما يتعلق مع شبكات الكمبيوتر التابعة لحكومة كيبك».

## الفساد حسب القطاع

### الصحة
انتقد الطبيب شيف شوبرا -موظف سابق في وزارة الصحة الكندية وكاشف للفساد- وزارة الصحة لتحايلها على قواعد السلامة والفعالية بهدف إرضائها الشركات المصنعة للمنتجات، والتواطؤ الممنهج مع الشركات بما فيها «قرارات خارج البرلمان تتضمن فرض مخاطر جديدة على المجتمع» إضافة إلى تجاهل مسؤولية حماية الصحة والبشر سعيًا لتحقيق أرباح أكبر. أصدر الطبيب ميشيل بريل إدواردز سابقًا تحذيرات مماثلة وأبدى نفس المخاوف.
كُشف أيضًا عن قيام بعض الأطباء بزيادة أو التسعيرة التي فرضها نظام الصحة الكندي أو مضاعفتها. تفرض بعض العيادات على المرضى القادمين إليها مبالغ علاجية كبيرة دون إخبارهم حتى عن تكلفة الأنواع العلاجية الأخرى المتاحة لديهم. لا يكشف الأطباء في كندا عن تكلفة الخطة العلاجية للمرضى وإجراءاتها. لا يمكن الحصول على هذه المعلومات سوى عبر الحرية في طلب المعلومات. فقدان هذا النوع من الشفافية يساهم في زيادة انتشار هذا الشكل من الفساد.
يزيد بعض أطباء الأسنان من تكاليف العلاج أو يغيرون في شيفرة الإجراءات أو يتنازلون عن الدفع المشترك أو يعالجون المرضى بشكل أكبر مما تتحمله شركات التأمين.
في ألبيرتا، كشف الاستقصاء الطبي عن وجود إحالات القفز في الطوابير والمتابعة السريعة للعيادات الخاصة غير القانونية. أوضح الرئيس السابق للخدمات الصحية في ألبيرتا ستيفن داكيت بأن «الوصول التفضيلي للخدمات الصحية كان ممارسة شائعة خلال عمله في منصبه، وكان لدى السياسيين من هم قادرون على إعطائهم علاجات ناخبة ذات قيمة عالية».

### التعليم
تبين أن المدارس الثانوية الخاصة تساعد تلاميذها بشكل لا أخلاقي غير قانوني في الحصول على درجات عالية. ما يعني أن الطلاب الذين يملكون قدرات مادية جيدة يمكنهم الحصول مقاعد في أرقى الجامعات والتسجيل في منح على حساب الطلاب الذين كسبوا علاماتهم بجهدهم. يشار إلى هذه المدارس بكونها شبيهة بالمتاجر. يعتبر تراخي الرقابة الحكومية سببًا أساسيًا لهذه المشكلة.
أوضح تقرير لعام 2007 أن معظم الطلاب في الجامعات الكندية متورطون في الغش. حتى إنه يوجد بين الغشاشين منهم عدد لا بأس به من الطلاب الدوليين. «من غير المرجح القبض على الطالب الذي يغش، وحتى في حال ذلك، فإنه لا يوجد عقوبات بهذا الخصوص».

### الأبحاث والنشر العلمي
اشترت مجموعةُ أوميكس للنشر -التي تعتبر ناشرًا استغلاليًا للمحتوى العلمي الرديء- اثنان من أبرز ناشري المجلات الطبية في كندا، وهما أندرو جون ومجموعة بولسس. تُدير لجنة التجارة الفدرالية مجموعةَ أوميكس. زعمت اللجنة بأن مجموعة أوميكس «حرَفت شرعية منشوراتها، وخدعت باحثيها، وتقاضت مبالغ نشر ضخمة». كانت مجموعة بولسس على قائمة جيفري بيل للناشرين الاستغلاليين مفتوحي المصدر.

### الضرائب
تحتل كندا تصنيفًا عاليًا فيما يتعلق بالتهرب الضريبي. يستخدم الأفراد والشركات من أصحاب الثروة ملاذًا ضريبيًا خارجيًا للتهرب من دفع الضرائب. تمتلك كندا مبلغ 170 مليار دولار يجعلها من ضمن أكثر 10 دول بها تهرب ضريبي. تخسر الحكومات البلدية والفدرالية الكندية ما يقارب مبلغ 8 مليارات دولار سنويًا نتيجة التهرب الضريبي وحده. تساهم أيضًا السوق السوداء أو النشاطات التجارية التي تجري تحت الطاولة في الخسارات الناتجة عن التهرب الضريبي. تبلغ التكلفة الإجمالية للخسارة الناتجة عن التهرب الضريبي سنويًا نحو 80 مليار دولار. يساهم كل من المحامين والفساد الإداري وعدم كفاءة مصلحة الدخل القومي الكندي في تسهيل الفساد الناتج عن التهرب الضريبي إضافة إلى البنوك الكندية والأجنبية.
تضع القوانين الكندية المتراخية البلاد ضمن واحدة من أكثر دول العالم للشركات القابضة، التي غالبًا ما تسخدم بهدف التهرب الضريبي وغسيل الأموال وتمويل الإرهاب والجرائم المنظمة. تحسب منظمة «كنديون من أجل العدالة الضريبية» بأن التهرب الضريبي من قبل الشركات وحدها يكلف الخزينة الكندية مبلغ 8 مليارات دولار كندي في العام.